# Élections municipales de 1977 dans le Morbihan
Les élections municipales dans le Morbihan ont eu lieu les 13 et 20 mars 1977.

## Maires sortants et maires élus
| Commune           | Population | Maire sortant        | Parti | Parti | Maire élu          | Parti | Parti |
| ----------------- | ---------- | -------------------- | ----- | ----- | ------------------ | ----- | ----- |
| Auray             | 10 256     | Marcel Le Gélébart   |       | DVD   | Michel Naël        |       | DVD   |
| Baud              | 4 989      | Joseph Le Pennec     |       | PS    | Yves Le Roy        |       | PS    |
| Carnac            | 3 733      | Christian Bonnet     |       | RI    | Christian Bonnet   |       | RI    |
| Caudan            | 4 764      | Jean Le Goulias      |       | DVD   | Joseph Le Ravallec |       | DVD   |
| Gourin            | 5 199      | Émile Le Gall        |       | DVD   | Émile Le Gall      |       | DVD   |
| Guer              | 5 922      | Joseph Coudray       |       | DVD   | Joseph Coudray     |       | DVD   |
| Guidel            | 4 163      | Louis Le Montagner   |       | CDS   | Louis Le Montagner |       | CDS   |
| Hennebont         | 12 273     | Eugène Crépeau       |       | PCF   | Eugène Crépeau     |       | PCF   |
| Inzinzac-Lochrist | 5 069      | François Giovannelli |       | PS    | Jean Giovannelli   |       | PS    |
| Lanester          | 21 074     | Jean Maurice         |       | PCF   | Jean Maurice       |       | PCF   |
| Languidic         | 5 223      | Lucien Bigoin (†)    |       | DVD   | Jo Huitel          |       | DVD   |
| Larmor-Plage      | 5 389      | Eugène Remilly       |       | DVD   | Edmond Le Coz      |       | DVD   |
| Locmiquélic       | 4 284      | Louis Le Scouarnec   |       | PS    | Louis Le Scouarnec |       | PS    |
| Lorient           | 69 769     | Jean Lagarde         |       | PS    | Jean Lagarde       |       | PS    |
| Ploemeur          | 9 565      | Louis Lessart        |       | RPR   | Louis Lessart      |       | RPR   |
| Plouay            | 4 053      | Yves Le Cabellec     |       | CDS   | Yves Le Cabellec   |       | CDS   |
| Ploërmel          | 6 218      | Jules Bouchaud       |       | DVD   | Paul Anselin       |       | CNIP  |
| Pluméliau         | 3 524      | Mathurin Onno        |       | Rad.  | Mathurin Onno      |       | Rad.  |
| Pluvigner         | 4 537      | Eugène Le Couviour   |       | RI    | Eugène Le Couviour |       | RI    |
| Pontivy           | 12 578     | Michel Masson        |       | PS    | Michel Masson      |       | PS    |
| Port-Louis        | 3 715      | Yvonne Stéphan       |       | RI    | Émile Ollivier     |       | DVD   |
| Questembert       | 4 661      | Jean Grimaud         |       | RI    | Jean de Kerangat   |       | DVD   |
| Quiberon          | 4 723      | Gilbert Carbillet    |       | DVD   | Jacques Desmas     |       | DVD   |
| Quéven            | 4 529      | Pierre Quinio        |       | PS    | Pierre Quinio      |       | PS    |
| Riantec           | 4 128      | André Belliard       |       |       | Henri Le Moller    |       | DVD   |
| Saint-Avé         | 5 628      | Pierre Le Nouail     |       | DVD   | Pierre Le Nouail   |       | DVD   |
| Sarzeau           | 4 088      | Robert Hiebst        |       | DVD   | Robert Hiebst      |       | DVD   |
| Séné              | 3 596      | Albert Guyomard      |       | DVG   | Albert Guyomard    |       | DVG   |
| Vannes            | 40 359     | Raymond Marcellin    |       | RI    | Paul Chapel        |       | RI    |

## Résultats dans les communes de plus de3 500 habitants

### Pontivy
- Maire sortant : Michel Masson (PS)
- 27 sièges à pourvoir au conseil municipal (population légale 1975 : 12 578 habitants)

| Tête de liste                         | Tête de liste   | Liste              | Premier tour | Premier tour | Sièges | Sièges |
| Tête de liste                         | Tête de liste   | Liste              | Voix         | %            | CM     |        |
| ------------------------------------- | --------------- | ------------------ | ------------ | ------------ | ------ | ------ |
|                                       | Michel Masson * | PS-PCF (UG)        | 3 416        | 53,21        | 27     |        |
| Liste municipale d'union de la gauche |                 |                    | 3 416        | 53,21        | 27     |        |
|                                       | Jo Le Tinier    | Mod.-RI-RPR (Maj.) | 2 863        | 44,60        |        |        |
| Liste d'union municipale              |                 |                    | 2 863        | 44,60        |        |        |
|                                       |                 |                    |              |              |        |        |
| Inscrits                              | Inscrits        | Inscrits           | 7 932        | 100,00       |        |        |
| Abstentions                           | Abstentions     | Abstentions        | 1 373        | 17,31        |        |        |
| Votants                               | Votants         | Votants            | 6 559        | 82,69        |        |        |
| Exprimés                              | Exprimés        | Exprimés           | 6 419        | 80,92        |        |        |
| * Liste du maire sortant              |                 |                    |              |              |        |        |